# Церква Святої Ольги (Печерськ)
Це́рква Свято́ї О́льги — православна церква в Києві, збудована у 1837—1839 роках та знищена більшовиками 1935 року(за іншими джерелами — 1936 року). Знаходилася на Печерській площі, на місці південного крила сучасного будинку № 12/7 по вулиці Гусовського (ріг вулиці Панаса Мирного).

## Історія храму
Печерська базарна площа сформувалася при переплануванні Печерська у 1830-х роках. До того часу парафіяльною церквою для мешканців даної місцевості була церква Святого Володимира, що стояла на Московській вулиці (нині — вулиця Князів Острозьких), навпроти Введенського монастиря. При спорудженні Нової Печерської фортеці церква опинилася на території еспланади і була розібрана, її перенесли на Нову Забудову, до річки Либідь, завдяки чому церква стала називатися Володимиро-Либідською.
Майже одночасно із утворенням Печерської площі на ній почалося будівництво нової парафіяльної церкви. Військовий губернатор Києва, граф Василь Левашов запропонував звести церкву на пустирі навпроти будинку генерал-майора Скорделі, на північно-західною краю Печерської площі. Закладення майбутньої церкви відбулося 21 травня 1834 року. На спорудження храму Духовний будівельний комітет виділив 1425 рублів сріблом, решта коштів була добровільними пожертвами (Л. Похилевич стверджує, що на будівництво церкви виділили 5000 рублів асигнаціями). Освятив новозбудовану церкву митрополит Філарет 8 жовтня 1839 року, на честь святої рівноапостольної княгині Ольги. Того ж року при церкві Святої Ольги спорудили три дерев'яні крамнички, одну з яких 1886 року перебудували під житловий будиночок для пароха. У 1885—1886 роках при церкві за проєктом архітектора В. Ніколаєва спорудили двоярусну дзвіницю. Фінансував будівництво місцевий мешканець, купець 2-ї гільдії Стефан Порохняков, який довгий час обіймав посаду церковного старости.
Станом на 1860 рік парафія церкви нараховувала 174 особи.
Прибуток церква Святої Ольги отримувала від низки власних крамниць, які розташовувалися на Печерській площі, а також від сіножатей площею 10 десятин на березі Дніпра, в урочищі Козацький острів при слободі Осокорки Остерського повіту.
Після встановлення у Києві радянської влади церква продовжувала діяти, після 1926 року, коли закрили Києво-Печерську лавру, тамтешні священники проводили богослужіння у церкві Святої Ольги. У 1930-х роках храмом деякий час користувалася громада «обновленців».
У 1934 році, коли столицю Радянської України перенесли до Києва, розглядалося декілька варіантів облаштувань головних площ міста і Печерська площа певний час була серед «кандидатів». Тому того ж, 1934 року церкву Святої Ольги закрили для богослужінь і розмістили в ній гуртожиток робітників заводу «Арсенал». Восени 1935 року церкву та прилеглі будівлі знесли, на цьому місці 1939 року збудували шестиповерховий житловий будинок на замовлення керівництва Комітету внутрішніх справ. За твердженням історика Кирила Третяка цеглу від розібраної церкви використали для будівництва школи.
На початку 1990-х років храм, присвячений святій Ользі, відродили на Харківському масиві. Перша літургія у новій церкві відбулася 1995 року у пристосованому приміщенні ЖЕКу, а 10 грудня 1998 року освятили новозбудовану церковну будівлю. У 2004—2010 роках біля старої церкви збудували великий собор Святої Ольги та окрему дзвіницю.

## Опис
Ольгінська церква була кам'яною, однобанною, квадратною у плані. Первісний проєкт передбачав споруду у стилі пізнього класицизму, проте у процесі будівництва до проєкту були внесені зміни, внаслідок яких баню церкви звели у приземкуватому російсько-візантійському стилі. Східний фасад церкви мав три вікна та виходив на Печерську площу, тому його зробили пласким, увінчаним трикутним фронтоном із розписом у тимпані; вікна цього фасаду були прямокутні, прикрашені сандриками у вигляді карнизів. Увінчувала церкву напівсферична приплюснута баня зі світловим ліхтарем і маківкою, на приземкуватому, круглому у плані барабані із закомарами та півциркульними вікнами. На західному, тильному фасаді розміщувалася двоярусна дзвіниця у стилі класицизму, з того ж боку до церкви прилягав невеликий погост.
Окрім головного вівтаря церква мала бічний вівтар, освячений на честь святителя Михаїла, першого митрополита Київського.

## Настоятелі храму
- свящ. Г. Левицький (до 1882 —);
- прот. А. Лебединцев (до 1894—1901);
- свящ. С. Петруневич (1902 — після 1915).

## Церква в мистецтві
Церкву Святої Ольги зображено на картині Миколи Пимоненка «Вихід із церкви на Страсний вечір». Втім, на думку деяких мистецтвознавців, зокрема Віктора Вечерського, прообразом церкви з картини стала Анастасіївська церква у Глухові, уродженцем якого був Микола Мурашко, вчитель Пимоненка.

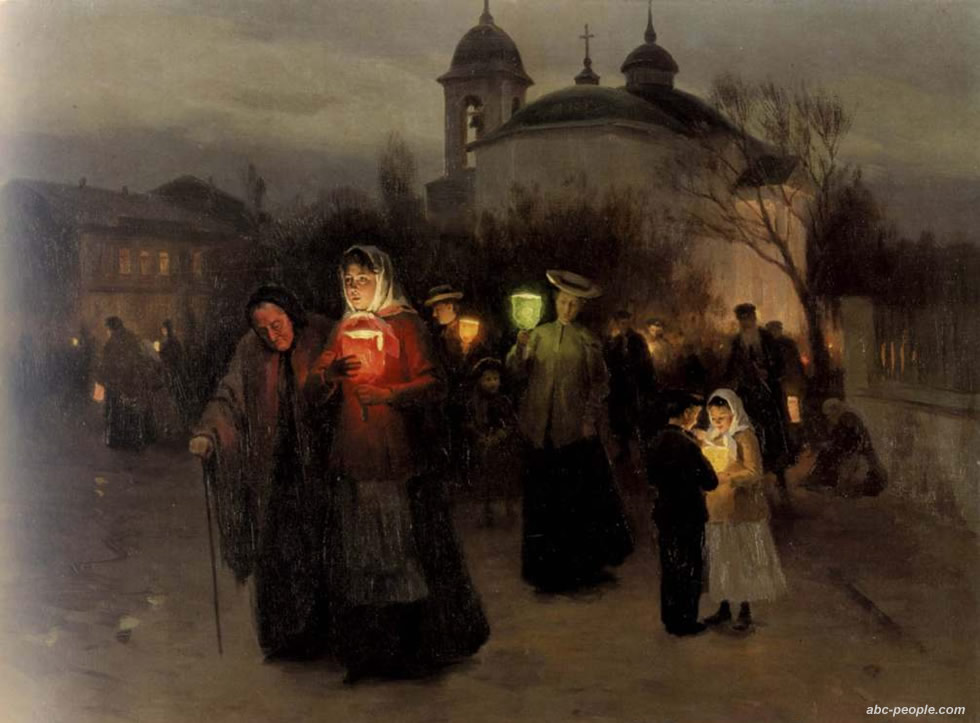
Вихід із церкви на Страсний вечір